# Mind Is The Magic
Mind Is The Magic – singel Michaela Jacksona wydany w lutym 2010 przez niemiecką wytwórnie płytową ZYX Music.

## Lista utworów
1. Mind Is The Magic (The Original Version Of The Siegfried & Roy Show) - 6:14
2. Mind Is The Magic (The Original Remix Version) - 3:30
3. Mind Is The Magic (Falko Niestolik Remix) - 7:19
4. Mind Is The Magic (Falko Niestolik Radio Edit) - 3:56